# Charly (Cher)
Charly – miejscowość i gmina we Francji, w Regionie Centralnym, w departamencie Cher.
Według danych na rok 1990 gminę zamieszkiwały 252 osoby, a gęstość zaludnienia wynosiła 10 osób/km² (wśród 1842 gmin Regionu Centralnego Charly plasuje się na 889. miejscu pod względem liczby ludności, natomiast pod względem powierzchni na miejscu 490.).